# 郭尔罗斯后旗
郭尔罗斯后旗，清代蒙古、中国黑龙江省的旧旗名。
清朝顺治五年（1648年）以郭尔罗斯部置，治所在今黑龙江省肇州县东北，或说治所在今肇东市东南五站镇附近。中華民国建立後，驻老爷屯（今黑龙江肇东市驻地南四站镇）。1935年满洲國迁今肇源县驻地。1936年复名郭尔罗斯后旗。仍驻肇州古城。1945年当地解放，旗名、驻地不变。1956年撤销，改设肇源县。 